# 히가시바타촌
히가시바타촌(東端村)은 일본 아이치현 헤키카이군에 설치되었던 촌이다. 현재의 안조시·헤키난시의 일부에 해당한다.